# 欽巴斯縣

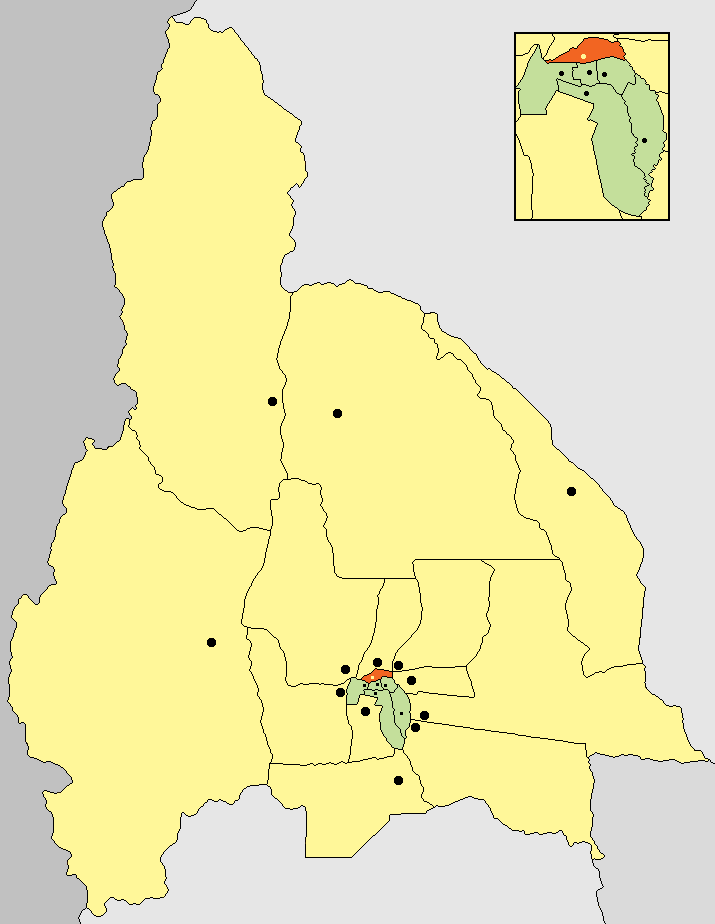

31°29′S 68°32′W / 31.483°S 68.533°W
欽巴斯縣（西班牙語：Departamento Chimbas），是阿根廷的縣份，位於該國西部聖胡安省，處於聖胡安河南岸，距離聖胡安5公里，始建於1913年12月11日，面積62平方公里，2001年人口73,829。